# Museo de Cultura Africana
El Museo de Cultura Africana fue un museo en Portland, Estados Unidos, que se especializó en el arte y la cultura tribal del África subsahariana .  Las exhibiciones incluyeron arte inspirado en la diáspora africana, mientras que el museo tuvo un programa de difusión de música, narración de cuentos, películas, poesía, literatura, ceremonias de curación y otras tradiciones culturales del África subsahariana. Las colecciones incluían máscaras de madera, figuras, textiles, objetos domésticos y herramientas. Fue inaugurado en 1998. En 2010 tenía más de 1500 piezas de arte. Fue el único museo en el norte de Nueva Inglaterra dedicado a las artes y la cultura africanas. 
El Museo de Cultura Africana cerró en 2015. El fundador del museo, Oscar Mokeme, declaró su objetivo de trasladar el museo a Portsmouth. Sin embargo, a partir de 2019 no hay indicios de que el museo haya sido reubicado. 